# 努里斯坦人
努里斯坦人，是分布於阿富汗努爾斯坦省的印歐語系居民，人口125,000-300,000人，主要使用的语言为努利斯坦语言。在19世紀90年代中期，杜蘭線確立後，阿布杜爾·拉赫曼汗對該國東北部當時仍保持異教信仰的卡非爾斯坦實施軍事行動，使當地居民信仰伊斯蘭教，並改名為努爾斯坦省，即“光明之地”的意思。在改宗伊斯蘭教前，他們信奉伊朗-印度的吠陀宗教，非穆斯林宗教習俗在今天仍有一定保留。努里斯坦人主要是農民，牧民和奶農。在阿富汗，由於多年戰爭，努爾斯坦一直是主要戰場已導致許多努里斯坦人死亡，加上其他阿富汗民族進入該地生活，使他們與其他阿富汗人區別已減少。

## 外部連結
- Nuristani Tribal Tree – US Naval Postgraduate School （页面存档备份，存于）  Note: this source has been evaluated as "totally unreliable" by the leading scholarly authorities on Nuristan.
- Strand, Richard F. . 1997  [2021-08-31]. （原始内容存档于2022-06-13）.
- Strand, Richard F. . 2001  [19 January 2012]. （原始内容存档于1 April 2019）.
- Strand, Richard F. . 1999  [2021-08-31]. （原始内容存档于2013-11-01）.
- Richard Strand's Nuristân Site:

template:Ethnic groups in Afghanistan